# Iveco Magirus 190.29AH Turbo
 (décembre 2021).
Si vous disposez d'ouvrages ou d'articles de référence ou si vous connaissez des sites web de qualité traitant du thème abordé ici, merci de compléter l'article en donnant les références utiles à sa vérifiabilité et en les liant à la section « Notes et références ».
L'IVECO Magirus 190.29 AH Turbo est un camion polyvalent lourd fabriqué par la filiale allemande du constructeur italien IVECO de 1982 à 1985. C'est la version allemande du camion Iveco 190 Turbo italien mais avec un moteur Deutz refroidi par air.

## Histoire
En début des années 1970, le groupe Fiat S.p.A. prend une participation de 75% dans le constructeur de poids lourds allemand Magirus-Deutz. En janvier 1975, Fiat V.I. regroupe toutes ses filiales poids lourds et autobus sous la bannière IVECO qui comprend alors :
- en Italie : Fiat V.I., Lancia V.I. et OM,
- en France : Unic-Fiat,
- en Allemagne : Magirus-Deutz.

La plupart des anciens modèles Magirus-Deutz vont poursuivre leur carrière et conservent la marque Magirus-Deutz avec un petit logo IVECO sur la calandre jusqu'en 1982 où IVECO devient la seule marque. Tous les anciens modèles sont abandonnés au profit de clones des modèles italiens dont certains, en Allemagne, vont recevoir une motorisation refroidie par air, motorisation très prisée en Allemagne des clients fidèles de la marque Magirus. Ces motorisations, pénalisées par les normes européennes à cause de leur niveau élevé de pollution, seront retirées en 1985.

## IVECO Magirus 190.29 AH Turbo
Après avoir fabriqué le clone du Fiat 170/190, à partir de 1976, la branche allemande d'IVECO lance, en janvier 1982, l'équivalent de l'Iveco 190 Turbo, le 190.29 AH Turbo.
Bien que le code allemand n'autorise que 16 tonnes sur un porteur 4x2, IVECO a uniformisé les appellations et les caractéristiques techniques de tous les modèles de sa gamme afin de simplifier la fabrication en évitant les adaptations pour les marchés spécifiques. Les véhicules sont homologués pour l'ensemble des pays européens avec un poids maximal technique et non plus conforme aux normes locales.
Le moteur est un diesel V8 de 12.763 cm³ de cylindrée, Deutz type BF 8L 413F, développant une puissance de 188 kW / 256 ch. La boîte de vitesses manuelle comporte 9+1 rapports. Le service marketing allemand avait jugé que la puissance du moteur V8 était suffisante pour l'époque, alors que le modèle italien disposait d'une puissance de 380 ch DIN.